# Saurauia winkleri
Saurauia winkleri är en tvåhjärtbladig växtart som beskrevs av Elmer Drew Merrill. Saurauia winkleri ingår i släktet Saurauia och familjen Actinidiaceae. Inga underarter finns listade i Catalogue of Life.